# David Kupfer
David Sergio Kupfer (17 de abril de 1956 – Rio de Janeiro, 19 de fevereiro de 2020) foi um economista brasileiro e professor da Universidade Federal do Rio de Janeiro (UFRJ). Kupfer era especialista em economia industrial e da inovação, sendo considerado um dos pesquisadores mais importantes do país na área.
Foi professor da UFRJ desde 1985, onde foi diretor de pós-graduação e diretor-geral do Instituto de Economia até agosto de 2019. Foi nomeado Pesquisador Emérito do CNPq em 2019, em reconhecimento ao conjunto da obra científico-tecnológica e por conta do renome junto à comunidade científica.
Fora da vida acadêmica, foi Assessor da Presidência do BNDES de 2011 a 2014, membro do Comitê de Avaliação da Capes e integrante do Conselho Superior de Economia da Fiesp. Em 1996, recebeu o Prêmio Jabuti com o livro "Made in Brazil: Desafios Competitivos da Indústria Brasileira" e, no ano de 2002, com o título "Economia Industrial: Fundamentos Teóricos e Práticas no Brasil".